# Pyroclasts
Pyroclasts è il nono album in studio del gruppo musicale statunitense Sunn O))), pubblicato il 25 ottobre 2019 dalla Daymare Recordings.

## Tracce
1. Frost (C) – 10:55
2. Kingdoms (G) – 11:04
3. Ampliphædies (E) – 11:03
4. Ascension (A) – 10:55

## Formazione
- Stephen O'Malley – chitarra
- Greg Anderson – basso (traccia 1), chitarra (tracce 2-4)